# Silene acaulis
Silene acaulis là một loài thực vật đệm, đây là loài thực vật có hoa thuộc họ Cẩm chướng. Loài này được (L.) Jacq. miêu tả khoa học đầu tiên năm 1762.